# デュミナス (バンプレストオリジナル)
- スーパーロボット大戦R > デュミナス (バンプレストオリジナル)
- バンプレストオリジナル > バンプレストオリジナルのキャラクター一覧 > デュミナス (バンプレストオリジナル)
- バンプレストオリジナル > バンプレストオリジナルの機動兵器一覧 > デュミナス (バンプレストオリジナル)

デュミナスとはスーパーロボット大戦シリーズに登場する人造生命体である。

## デュミナス
声優：早間京子
正体不明の存在で機械と生物とも判らない姿をしている。自分のことを「間違い（デュミナス）」と名乗り、「自分は何か」という問いかけを投げかける。その答えを得るために、様々な組織にホムンクルスであるラリアー・デスピニス・ティスを送り込み間違いを起こさせた。創造主に存在を否定されたことから、自分の存在を否定するものには容赦しない。専用BGMは『求めていた「答え」』、『ORIGINAL SIN』。
R……その正体は最後まで不明。分かっているのは、「宇宙のどこかで何者かに作られた」という事だけである。しかもデュミナスは失敗作であり、創造主が本来想定していたものとは違うものであった。創造主（こちらの詳細も不明）はデュミナスを処分しようとするが、存在し続けたいが為にデュミナスは産みの親を殺害する。その後数十年から数百年の間宇宙を放浪して地球に辿り着いたようである。主人公達がタイムワープする原因を作っており、5年前の世界でも突如現れた主人公達を調査するようホムンクルス達に命じる。最終的には主人公から時流エンジンを奪って自らが誕生した時に戻り、「自分が失敗作でなければ何になるはずだったか」を創造主に問うつもりだった。ホムンクルス3人には愛情を感じているようで、最終決戦直前に自分が死に瀕した際、創造した自分が存在を否定できないと3人に逃げるよう命令したり、ラージが細工した時流エンジンの爆発によって傷ついたデュミナスを復活させるために魂の抜け殻となってもデュミナスを守ろうとする姿を見て涙を流し、決意を固めたりしている。最終決戦では倒される度にプロートン→デウテロン→トリトンと姿を変えていった。男主人公ルートではそれまでにデュミナスがとった行動から、最終決戦後にミズホが「本来は人間として生まれるはずだった」と推測している。
OGS / OG外伝……自分が何の為に生み出されたのかを知るために、自分を創った創造主に会うためのゲートを開く『鍵』である時流エンジンとコンパチブルカイザーを狙う。修羅王との戦いの後に、誘拐したラージに作らせた時流エンジンを取り付けてハガネとヒリュウ改の前に現れ、ティスとラリアーを取り込みデュミナス・プロートンからデュミナス・トリトンへと変貌した（デュミナス・デウテロンは登場しない）。ハガネとヒリュウ改に敗れた後に時流エンジンによってゲートを開こうとしたが、『R』と同じく使用すると爆発した。直後にゲートから現れた創造主のダークブレインから正体が明かされた。その正体はダークブレインが宿敵であるロアを抹殺するために送り込んだ兵器で、本当の名前は『デュナミス3』。「デュナミス」ではなく「デュミナス」と名乗っていたのは故障のためで、同様の理由でロア抹殺という本来の使命も分からないでいた。そのため正体が明かされた後、ダークブレインに欠陥品とされ破壊された。『R』と違ってラリアー達から「お母さん」と呼ばれることがあるが、デュミナス本人はラリアーとティスの存在が消える事に涙を流すこともなく、罪悪感を持たないなど、『R』の時のような愛情は持ち合わせていないようである。

### 武装
ディオラシス

ゲロイア

ディカイオーシス

クリシス

メタノイア

## テクニティ・パイデス
ラリアー、ティス、デスピニスの3人はデュミナスによって作られたホムンクルス。子供の姿をしているが普通の人間を凌駕する戦闘能力を持っており、『R』では普通の人間を越える戦闘能力を持つドモン達新生シャッフル同盟ですらも苦戦させた。『R』では東方不敗によると子供の姿をしているのも相手に攻撃をためらわせるような言動もデュミナスの計算だという。実際に『OG外伝』でもデュミナス自身がそれを匂わせる発言をしている。しかし作中の言動を見る限り自分の意思を持っているようであり、自身の正体を知ることに固執するデュミナスの影響か、潜伏した組織内での地位や居場所を求める言動も多くみられる。『OGS』『OG外伝』での専用BGMは、3人とも『BE A PERFECT』、『R』ではデュミナスと同じ『ORIGINAL SIN』。
ティス
声優：高橋まゆこ
デュミナスの配下として行動する少女。短気で気の強い性格で、3人のリーダー格。ませた言動が目立つが、性格には子供相応の部分も見える。一人称は「あたい」。3人の中では最も好戦的で、卑劣な言動も躊躇わなかった。
デュミナスの卑劣な指示に対しあまり疑問を持つことなく忠実に行動していたものの、後述のラリアーとデスピニスが片や押しが弱く、片や気弱な性格であるため、事あるごとに2人を叱咤する羽目になる。
R……機械帝国ガルファとガイゾックの間を取り持っていた。主人公の最終フレームが完成した際に戦闘を仕掛けるが、返り討ちに遭ってしまう。フィオナが主人公の場合のみ、時流エンジンに細工したラージに重傷を負わせる。生まれ変わった時の要望をデュミナスに聞かれた時は「胸が大きく、色っぽい体」と答えている。主な手勢はメカブースト。最終的にデュミナスを復活させる際に全てを使い果たし、他のホムンクルス同様抜け殻となった状態でラウンドナイツと戦い、撃破されて死亡する。
OGS / OG外伝……修羅との連絡役として活動しつつ宇宙ひらめやウェンディゴなど使えそうな兵器を回収している。最後はデュミナスに取り込まれ消えていった。ショウコが着られたエミィ・アーマーを着たがっていたが、ラリアーに「サイズが合わない」と言われてしまっている。それに対して「あたいとデスピニスだって2、3年もすれば胸が大きくなるかもしれないじゃない！」と反論していた。この他にも自身の体格や容姿、声等に自信があるような発言をよくしていた。
ラリアー
声優：永田亮子
デュミナスの配下として行動する少年。少々押しが弱い。
R……ミケーネ・恐竜帝国・キャンベル・ボアザン連合軍に派遣される。生まれ変わった時の要望をデュミナスに聞かれた時は「みんなを守れる強い力」と答えている。主な手勢として偽コン・バトラーVを使用した。最終的にデュミナスを復活させる際に全てを使い果たし、他のホムンクルス同様抜け殻となった状態でラウンドナイツと戦い、撃破されて死亡する。
OGS / OG外伝……他の2人に比べると戦闘する機会は少ない。機体越しに声だけ聞いたイルムは少女と勘違いした。最後はデュミナスに取り込まれ、消失する。頼りないイメージがあるが、内に秘める意思は強く、いざという時には体を張って二人を守る事もある。
デスピニス
声優：石川恵
デュミナスの配下として行動する少女。おとなしく、物静かな性格で引っ込み思案でおどおどした口調で話す。ティスとは対照的にかなり良心のある人物として描かれており、『OG外伝』では気の優しい面が強調されていた。
R……ネオ・ジオンと木連の裏で暗躍するが、デュミナス同様に「認められない者の憎しみと悲しみ」を持ったフロスト兄弟には最後まで協力的だった。一方で、ニューヨークでゲッターロボが自爆したことで一時地球を覆ったゲッター線によって大量に復活したデビルガンダムを集めた上に、ランタオ島で東方不敗マスター・アジアの死体にDG細胞を植え付け、デビルガンダムのパイロットとして復活させるなど、デュミナスの手駒として行動している際には非人道的な行いもためらわない。生まれ変わった時の要望をデュミナスに聞かれた時は「元気な心と体」と答えている。手勢はデビルガンダムの他、デビルエステバリスを使用。最終的にデュミナスを復活させる際に全てを使い果たし、他のホムンクルス同様抜け殻となった状態でラウンドナイツと戦い、撃破されて死亡する。
OG外伝……エクサランスが格納されているクロガネを追っている。しかしデュミナスやティスの卑劣な言動と指示にはあまり共感を持てなかったようで、デュミナスに反すると理解しつつ、暗にラウル達の助けとなるような言動をとるなど、心優しい一面を見せることが多かった。その場に居合わせなかったという背後要因もあるが、ティスとラリアーとは違い、デュミナスに取り込まれずに済んだ。その後ダークブレインにデュミナス同様処分されそうになるもラウルとコウタに救出された為生存。その後、デュミナスが倒され消えてしまったため、自分に生きる意味が無くなり死のうとしたが、ミズホに説得され自分の意志を持つようになり、遂にはダークブレインに反発。自分自身の為に生きることを決意した。戦いが終わった後はラウル達と一緒にL&Eコーポレーションを立ち上げた。
第2次OG……上記のL&Eコーポレーションにおける役職が「社長秘書」であることが明かされた。また名義が「デスピニス・グレーデン」に改められている。
OGMD…‥引き続きL＆Eコーポレーションの秘書として、ラウル達を支えている。ラウル達が時間を止める事ができるフューリーのラースエイレムのへ対策として、再び時流エンジンを使ったエクサランスに乗る事になり、これまでの乗機だったエクサランス・レスキューのメインパイロットに任される事になった。外伝以来のメインパイロットとなり、攻撃時にカットインもついている。

## 戦機人形

### テュガテール/パテール
ティスが乗る戦機人形。ティスが乗っている小型のものがテュガテール、攻撃の際呼び出される大型のものがパテールで、ティス曰く「親子メカ」。コンビネーション攻撃を得意とする。
なお、全長と重量はテュガテールの数値であり、パテールの全長と重量は不明。ギリシャ語でテュガテールは「娘」、パテールは「父」の意味。
武装
ポロスボレー
パテールの上にテュガテールが乗り、敵を踏みつけた後パテールのパンチで吹き飛ばす。
シュネルギア
2体で同時にビームを発射する。

必殺技
コーリスモス
パテールがテュガテールを飛ばしてその勢いで相手に突撃する。

### ヒュポクリシス
ラリアーが乗る戦機人形。一部が上下対称になるようにデザインされた4本腕の機体。ヒュポクリシスはギリシャ語で「偽善」・「（舞台の）見せかけの役」の意味。
武装
アポストレー
4本の槍を相手に投げつける。
ディダスカリアー
4本の剣を出し、上の2本で相手を突き刺した後、下の2本で数回切りつける。

必殺技
パラデイソス
4本の槍で何度も切りつけた後、今度は4本の剣で相手を切りつける。

### エレオス
デスピニスが乗る戦機人形。機体上部に顔が3つ付いていて、それぞれ異なる表情と色を持ち、攻撃ごとに、この顔を使い分ける。OG外伝では戦いが終わった後にデスピニスが自爆させた。エレオスはギリシャ語で「憐憫」・「憐れみ」の意味。
武装
ストルゲー
ロッドのようなものからビームを発射する。
クライエイン
手に持ったロッドで相手を攻撃する。

必殺技
トリアス
仮面を分身させ、相手に投げつける。

### ゲーム
- スーパーロボット大戦R
- スーパーロボット大戦OG ORIGINAL GENERATIONS
- スーパーロボット大戦OG外伝